# Huertea granadina
Huertea granadina är en tvåhjärtbladig växtart som beskrevs av José Cuatrecasas. Huertea granadina ingår i släktet Huertea och familjen Tapisciaceae. Inga underarter finns listade.